# Walter Palm
Walter Joseph Martin Palm (Curaçao, 21 januari 1951) is een Curaçaose schrijver en dichter.

## Levensloop
Walter Palm groeide op in een artistiek milieu. Hij is een kleinzoon van de op Curaçao bekende componist Jacobo Palm (1887-1982) en hij is een telg van de bekende Curaçaose muziekfamilie Palm die achttien musici telt. Van jongs af aan was zijn ambitie om het artistieke domein van de familie Palm uit te breiden naar literatuur.
Walter Palm debuteerde in 1971 op twintigjarige leeftijd in het Antilliaanse tijdschrift Watapana en daarna publiceerde hij in vooraanstaande Nederlandse literaire tijdschriften als De Gids, Optima en De Tweede Ronde en in het Antilliaanse tijdschrift Kristòf'.
Walter Palm produceerde een poëtisch oeuvre dat gekenmerkt wordt door uiterste woordprecisie. Als nagenoeg alle Curaçaose schrijvers is ook hij meertalig. Naast de Engelstalige gedichtenbundelbundel Winds of Words (1978) en de Papiamentstalige Un boka di poesia (1983) schreef hij voornamelijk Nederlandstalige gedichten.
In 2002 verscheen bij uitgeverij In de Knipscheer in Haarlem zijn (inmiddels uitverkochte) verzamelde Nederlandstalige gedichten onder de titel Met lege handen ging ik slapen, met een gedicht werd ik wakker .
In 2005 werden twee gedichten uit Met lege handen..., namelijk 'Bonaire' en 'Beschaving', opgenomen in de Spiegel van de moderne Nederlandse en Vlaamse dichtkunst (Uitgeverij Balans, ISBN 90 5018 741 2) onder redactie van Hans Warren en Mario Molegraaf, waarmee Walter Palm deel uitmaakt van de literaire eregalerij van prominente Nederlandstalige dichters.
In 2009 verscheen bij Uitgeverij In de Knipscheer zijn achtste gedichtenbundel getiteld Sierlijke golven krullen van plezier (ISBN 978 90 6265 6448). Deze bundel bestaat uit drie delen: (1) gedichten over zijn geboorte-eiland Curaçao, (2) gedichten over de huidige woonplaats van de dichter namelijk Den Haag, en (3) gedichten over de dood. Met een knipoog naar de muzikale achtergrond van de dichter noemde de literaire criticus Wim Rutgers in de recensie van de bundel in het Antilliaans Dagblad van 4 maart 2010, de bundel “Poëzie in driekwarts maat”.
In 2010 heeft Walter Palm de luister-CD Sierlijke golven krullen van plezier uitgebracht waarop hij gedichten uit merendeels de gelijknamige gedichtenbundel voordraagt.
In 2010 zijn drie van zijn gedichten opgenomen in de door Klaas de Groot samengestelde bloemlezing Vaar naar de vuurtoren (Uitgeverij In de Knipscheer, ISBN 978 90 6265 658 5).

Naast poëzie heeft Walter Palm drie korte verhalen gepubliceerd in de Kerstkrant van het Curaçaose dagblad Amigoe di Curaçao, namelijk De ogen van Peng-Peng (1996), Als Curaçao de oceaan oversteekt (1997), en De Blauwe Engel (1999).
In 2000 ging zijn toneelbewerking van zijn verhaal De Blauwe Engel in première in Amsterdam. Dit toneelstuk dat geschreven is in de vorm van een poëtische monoloog, speelt zich af in Transsylvanië en het gaat over etnische tegenstellingen die als Dracula uit hun graf herrijzen, nadat ze jarenlang begraven waren onder een communistische vernislaag.
In 2004 publiceerde hij het essay De Gouden Eeuw van Curaçao. In dit essay betoogt de schrijver dat de twintigste eeuw voor Curaçao een Gouden Eeuw was, omdat een tijdperk van grote economische welvaart op dit eiland toen samenviel met een periode van opmerkelijke literaire en muzikale bloei.
In 2006 publiceerde hij op zijn website zijn Papiamentstalige novelle Atardi di kuaresma. In deze novelle haalt de hoofdpersoon Fifi samen met zijn zus Chichi op Goede Vrijdag herinneringen op uit zijn leven. De hoofdpersoon raakt in deze novelle steeds verder verstrikt in het verstikkende verleden, en heeft geen oog meer voor de toekomst.
In 2006 zijn in (deel II van) De kleur van mijn eiland (Uitgeverij KITLV, ISBN 90 6718 2753) vertalingen van hem opgenomen die hij samen met Sidney Joubert en August Willemsen had gemaakt van Papiamentstalige gedichten van Pierre Lauffer.
In 2007 zijn twee liedjes waaraan hij een tekstbijdrage had geleverd, door Izaline Calister opgenomen op de CD Changá.

## Werk

### Dichtbundels
- Winds of Words (1978)
- Genesis en Apocalypse (1980)
- Un boka di poesia (1983)
- Palmblad (1990)
- Avondmuziek (1997)
- Poetry, Poesia, Poëzie (2000)
- Met lege handen ging ik slapen, met een gedicht werd ik wakker (2002)
- Sierlijke golven krullen van plezier (2009)

### Toneel
- De Blauwe Engel (2000)

### Essay
- De Gouden Eeuw van Curaçao (2004)

### Novelle
- Un atardi di kuaresma (2006)

### Verhalen
- De ogen van Peng-Peng (1996)
- Als Curaçao de oceaan oversteekt (1997)
- De Blauwe Engel (1999)